# Pterotaea succurva
Pterotaea succurva là một loài bướm đêm trong họ Geometridae.